# 日産・テラノ
テラノ（TERRANO）は、日産自動車が製造・販売していたスポーツ・ユーティリティ・ビークル（SUV）である。

## 概要
日本及び東南アジアを除く地域では「パスファインダー」を名乗る。日本では2代目を最後に2002年（平成14年）に生産を終了した。ただし海外向けのパスファインダーは新型へとモデルチェンジし、日本国外で継続生産されている。
2013年にダチア・ダスターの姉妹車で、インドおよびロシア市場向けの小型の廉価SUVにテラノの車名が復活したが、2代目までのモデルとメカニズム的な繋がりはない。

## 初代 WD21型（1986年 - 2006年）
ダットサントラック（D21型）をベースとし、登場時はボディは2ドア、搭載するエンジンは新開発の直列4気筒OHV・TD27型ディーゼルエンジンのみ。サスペンションはフロントを独立懸架としてオンロードでの操縦安定性を重視しながらも、リヤは上級車種のサファリ譲りの5リンクコイルリジッドを採用している。
外観の特徴としては同時期の「エクサキャノピー」と同じく、日産北米デザインスタジオ「NDI」によるデザインが採用されている。
途中からVG30iおよびVG30Eエンジンが導入されている。VG30iは「i」の符号が示すとおり、インジェクションは「Ei（エレクトロ・インジェクション。つまり、シングル・ポイント・インジェクション）」である。VG30Eの「E」は「EGI（マルチポイントインジェクション）」を示す。このVG30E型エンジンを搭載したことから、北米ではD21型ピックアップとともに、「オフロードのZカー」と呼ばれたという。
- 1986年（昭和61年）8月 - 初代テラノ（WD21型系）登場。ボディー形状は2ドアのみ、日本国内向けのエンジンは自然吸気のTD27型ディーゼルのみ、駆動系はD21型系ダットサントラックと同様のパートタイム式四輪駆動で、トランスファーは2速の副変速機を内蔵したリアセンタースルー式である。
- 1987年（昭和62年）8月 - ワゴンにパワーウインドーや集中ドアロックなどの快適装備を省略した廉価グレードの「R2M」を追加。
- 1987年（昭和62年）10月 - V型6気筒SOHC3.0 L VG30i型ガソリンエンジン搭載車追加。また、これと同時に当時のクロカンタイプとしては珍しい電子制御式4速オートマチック（フルレンジ E-AT）車も設定された。
- 1988年（昭和63年）11月 - 市場のディーゼルエンジンのモアパワー化の要望に応え、TD27型にターボを追加した100馬力のTD27T型エンジン車が設定された。また、ディーゼル車にATを初設定。
- 1989年（平成元年）10月 - 4ドア車を追加。リアドアハンドルがドアパネルではなく窓枠部にあり、2ドアモデルに近いデザインを持つ[注釈 1]が、2ドア車のような三角形の窓は4ドアでは構造や視界に無理があり、ごく一般的な四角形に変更されている。また、V6エンジンは燃料供給システムがEGIに変更され、VG30E型となる。
- 1991年（平成3年）8月 - 一部改良。
- 1993年（平成5年）1月 - マイナーチェンジ。4ドア「R3M」にオーバーフェンダーを装備したワイドボディタイプを追加。その一方で、バン系（4ナンバー登録モデル）車種等一部の車種を廃止した。また、フロントグリルが変更され、日産のCIエンブレムが装着された。
- 1993年（平成5年）5月 - 「60thアニバーサリー」（日産創立60周年記念）仕様を設定
- 1993年10月 - 内装を中心とした一部変更。インパネとステアリングホイールのデザインを変更し、エアコンの冷媒を代替フロン化。レカロ社製シート装着車を設定。
- 1994年（平成6年）5月 - 「R3M アーバン」を追加。
- 1994年（平成6年）11月 - 一部変更（セミマイナーチェンジ）。TD27T型ディーゼルターボエンジンの出力改良で115馬力にパワーアップ。標準ボディの「R3M」VG30E型搭載モデル、および「R3Mアーバン」を追加。オーテックジャパンの手による「ワイドR3Mアーバン」をベースとする特別仕様車「AJリミテッド」を設定。モデル登場時から存在していた日本向けの3ドアモデルは消滅した。
- 1995年8月[1] - 日本国内向け生産終了。在庫対応分のみの販売となる。
- 1995年9月 - 2代目と入れ替わる形で日本国内向け販売終了。販売終了前月までの新車登録台数の累計は14万1132台[2]。
- 1996年7月 - インドネシア日産自動車会社でWD21型テラノ生産開始。直列4気筒SOHC Z24S型ガソリンエンジンに2WDで5速M/Tの設定。
- 2006年12月26日 - インドネシアでの生産・販売終了。インドネシアにおけるテラノの総生産台数は1万7,801台に達した。なお、WD21型テラノの生産は全世界において終了となった。

### モータースポーツ

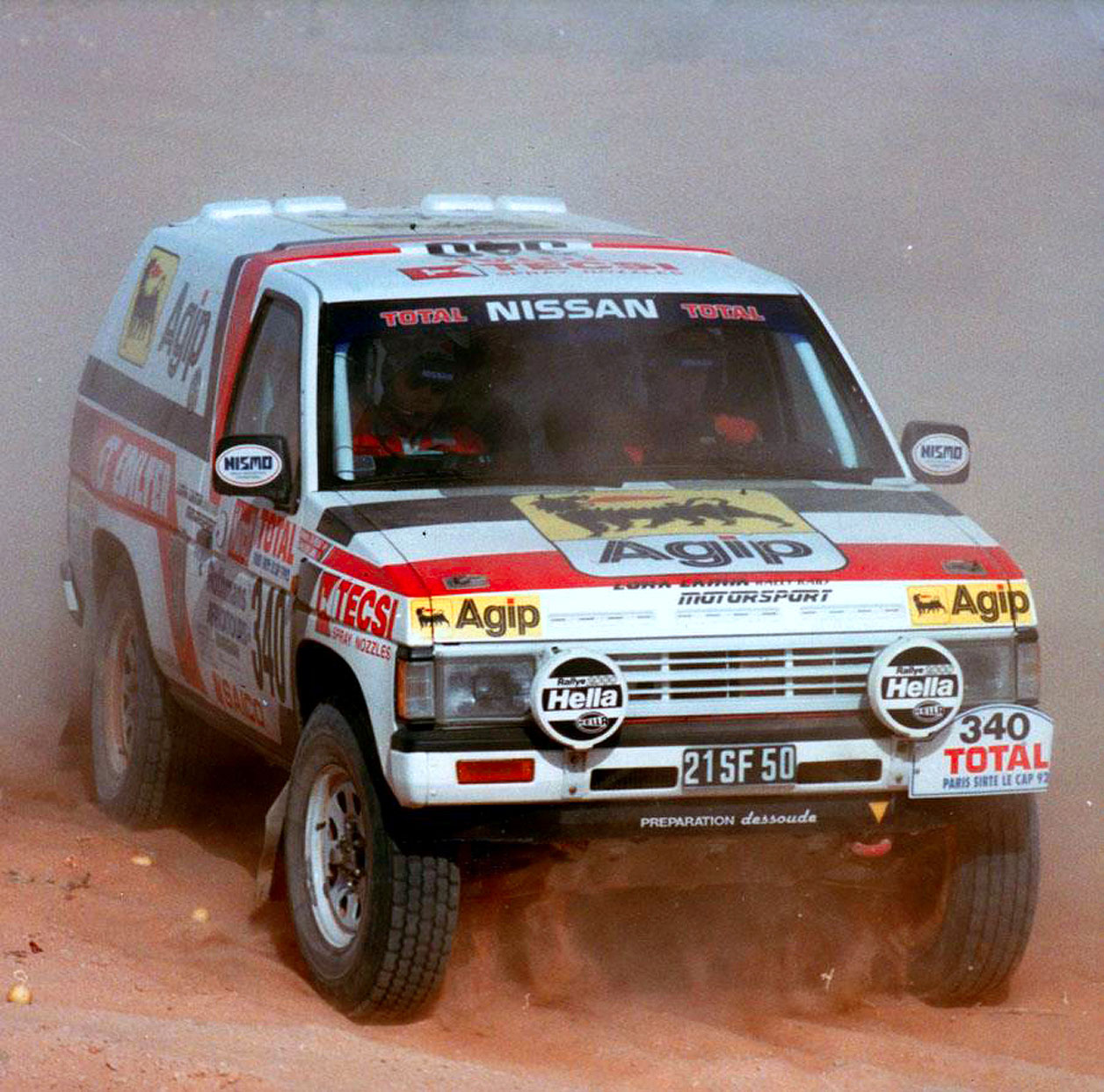
1992年T1クラス出場車

- 1987年1月 - 仏プライベーターが第9回パリ・アルジェ・ダカールラリーに参戦。
- 1988年1月 - 第10回パリ・アルジェ・ダカールラリーにてVG30E型搭載車が市販車無改造（マラソンクラス）クラス2位完走。ファラオラリーにも参戦し、2位、3位を獲得する。
- 1989年1月 - 第11回パリ・チュニス・ダカールラリーにてVG30E型搭載車が総合11位T1クラス優勝。バハスペイン T2クラス2位。ファラオラリー T2クラス優勝。アトラスラリー T1クラス優勝、T2クラス2位、4位。ポルトガルラリー T2クラス優勝。
- 1990年 - チュニジアラリー T1クラス2位。アトラスラリー T1クラス優勝、2位、T2クラス3位。オーストラリアサファリラリー T2クラス優勝。
- 1991年1月 - 第13回パリ・トリポリ・ダカールラリーにてT2クラス優勝。ファラオラリー T1クラス優勝、T2クラス優勝、ディーゼルクラス優勝。
- 1992年1月 - 第14回パリ・ケープタウンラリー T2クラス優勝、マラソンクラス2位。
- 1993年 - FIAクロスカントリーラリー・ワールドカップマラソントロフィー（T1クラスのチャンピオン）獲得
- 1994年 - FIAクロスカントリーラリー・ワールドカップマラソントロフィー獲得。
- 1995年 - FIAクロスカントリーラリー・ワールドカップマラソントロフィー3年連続で獲得。

## 2代目 R50型（1995年 - 2002年）
4ドアのみとなり、ボディ・オン・フレーム構造およびアテーサE-TSをベースとする電子制御トルクスプリット式フルタイム4WDシステムの「オールモード4X4」を採用。併せて副変速機付きトランスファー装備のパートタイム式4WD、高速道路などで燃費重視走行ができるFRと、３つのモードが切り替えて使える。サスペンション形式はフロントがマクファーソンストラット、リアは5リンク式となり、それぞれにコイルスプリングを組合わせる。ステアリング系はラック・アンド・ピニオン式。搭載するエンジンは直列4気筒OHV TD27ETiディーゼルターボ、およびV型6気筒OHC VG33E型の2機種。運転席SRSエアバッグおよびABSを標準装備とした。同時にオーテックジャパンの手による特別仕様車「アストロード」を設定。4ドアのみのラインナップとなったため、テラノ / パスファインダーの2ドアはD21型系が最初で最後となる。
- 1995年9月 - 2代目R50型系登場。
- 1996年4月 - R3m-R（2.7Lディーゼル/3.3Lガソリン）をベースに、スタイリッシュな専用エクステリアを施した特別仕様車「エアロ（AERO）」を設定。バンバー、アルミホイール、リアスポイラーなどを特別装備する。
- 1996年8月 - 直列4気筒OHV QD32ETi型インタークーラー付ディーゼルターボエンジン搭載モデルを追加。日本初となるキセノンヘッドランプをオプションで設定。
  - 上級派生車種インフィニティQX4（JR50型系）を発表、日本国内向けはテラノレグラスとなる。
- 1997年1月 - 1986年に誕生して以来10周年を迎える記念モデル「10THアニバーサリーリミテッド」を設定。3.3L V型6気筒OHCガソリン（VG33E型）搭載車をベースにした特別仕様車。
- 1997年6月 - 特別仕様車「アストロード オールモード4X4 ワイドG3m-R」を発売。
- 1998年7月 - 国内生産累計台数が100万台を達成。
- 1999年2月 - マイナーチェンジを実施。外装・内装の意匠変更に加え、QD32ETi型に替わり直列4気筒DOHC4バルブ ZD30DDTi型インタークーラー付ディーゼルターボエンジン搭載車を設定。さらにVG33E型搭載車に2WDを追加。併せて、日産・モーター店との併売化[注釈 2]。
- 1999年10月 - ワイドボディ「オールモード4X4 R3m-SEリミテッド」を追加。大型サイドガードモールの付かないデザインで、前後バンパーとオーバーフェンダーはスパークリングシルバーメタリックとなる。
- 2001年9月 - 一部改良。2WD車を廃止した。
- 2002年8月 - 日本国内向け生産・販売終了。海外向けパスファインダーは2004年にモデルチェンジが行われている。
  - 日本国内での後継車種は事実上ないが、2004年発売のムラーノがテラノのポジションをカバーしていた（ムラーノは2015年に生産を終了）。

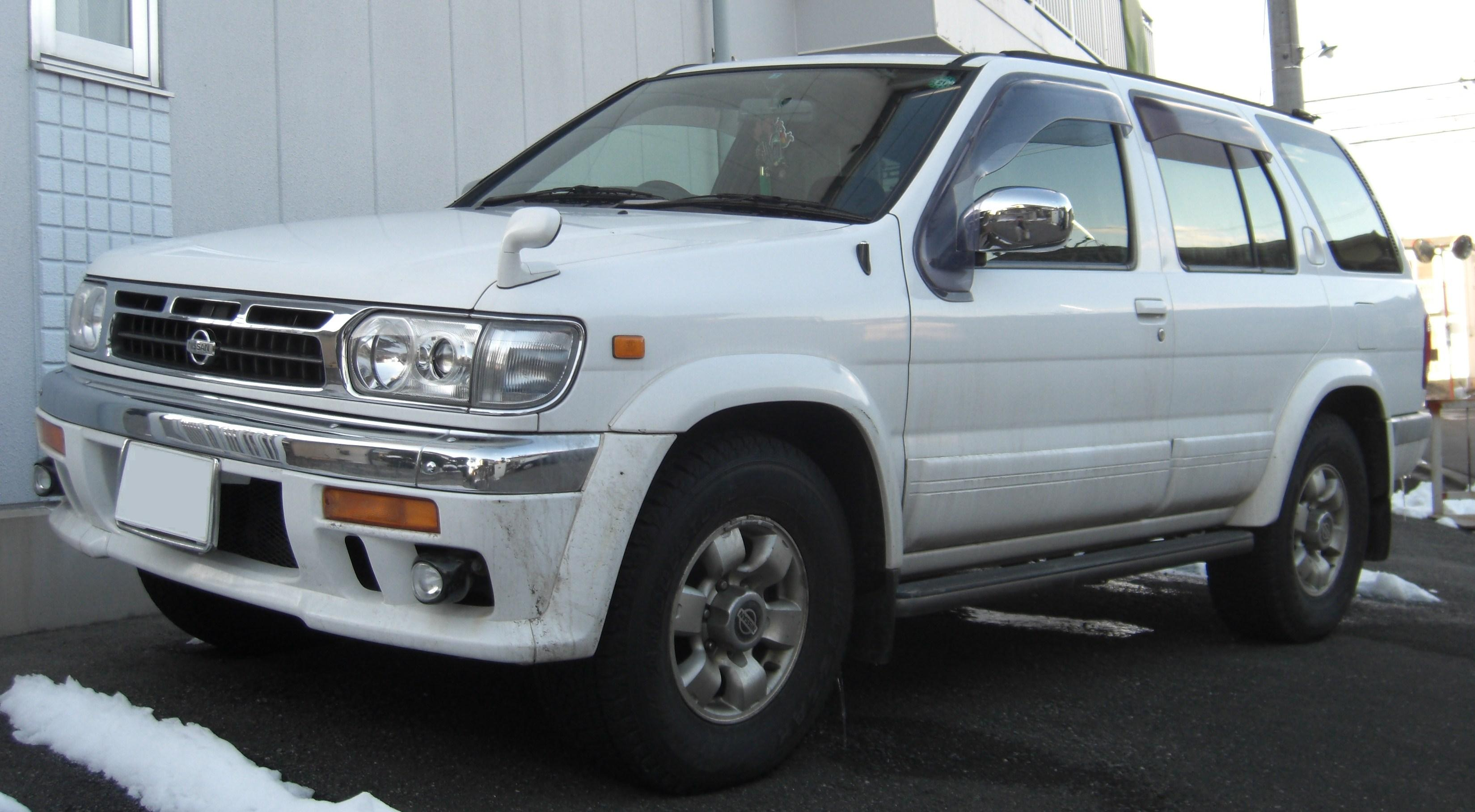
R3m-Rエアロ ワイドボディ仕様
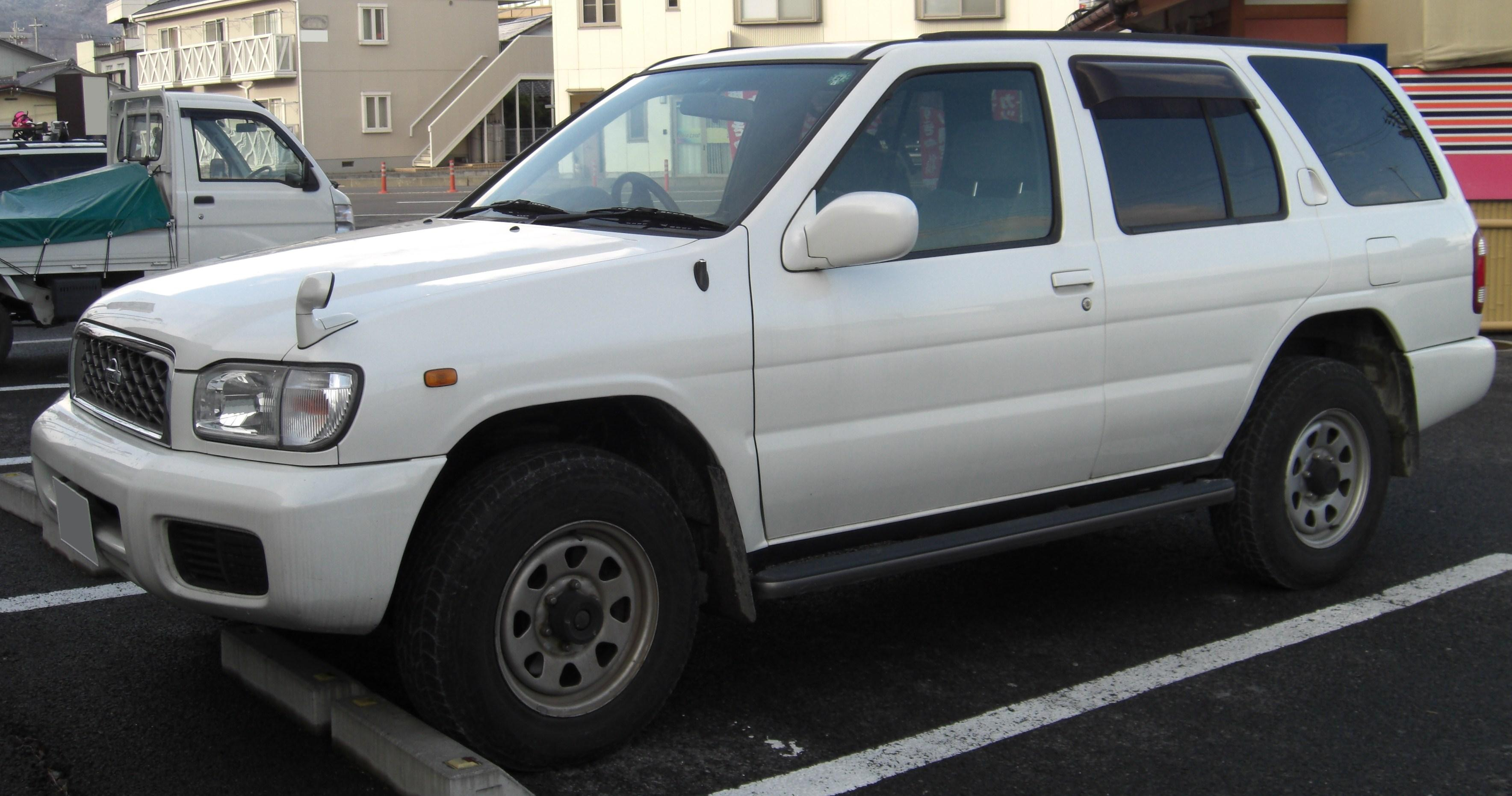
後期型（1999年 - 2002年）フロント
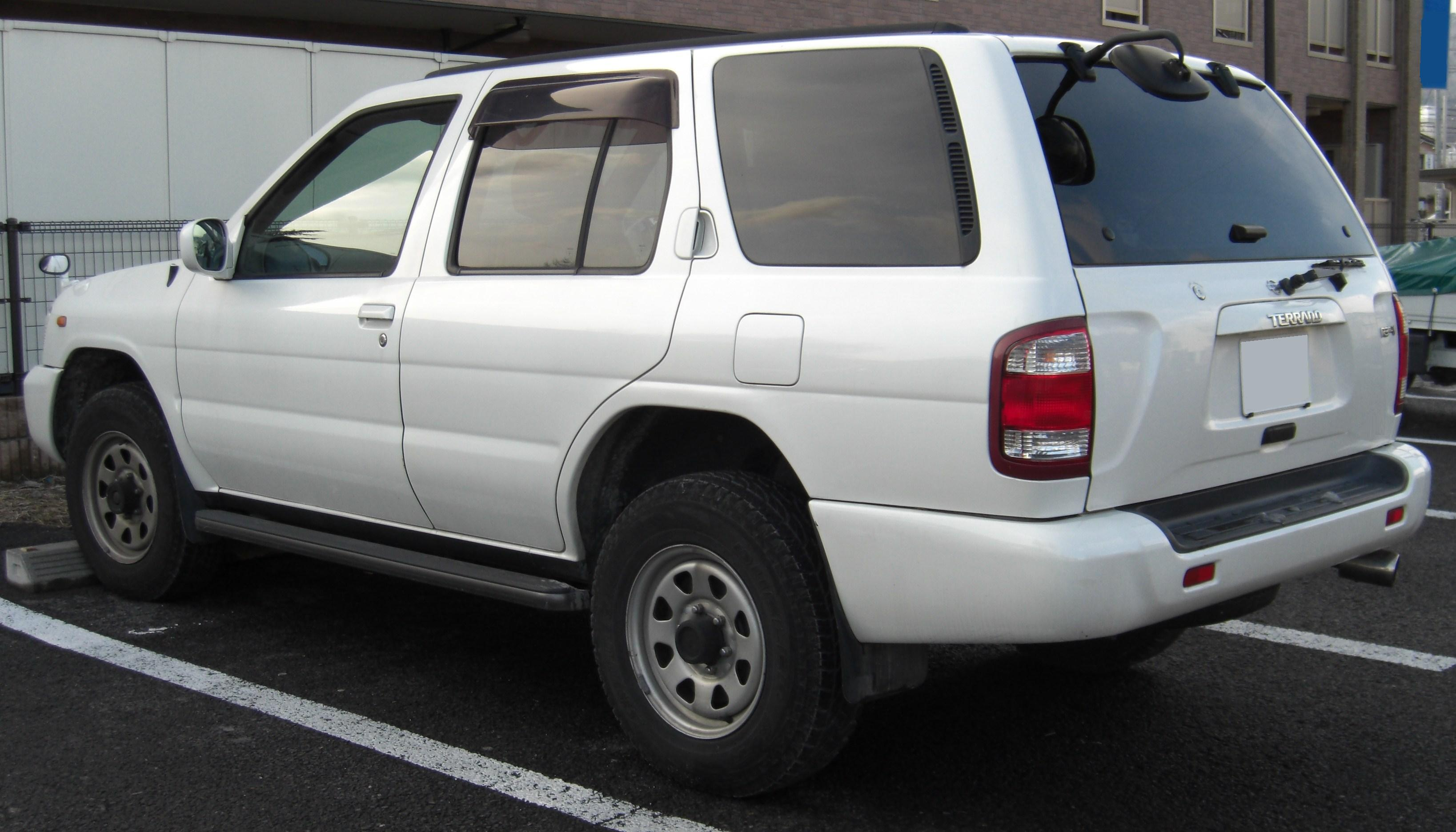
後期型 リア
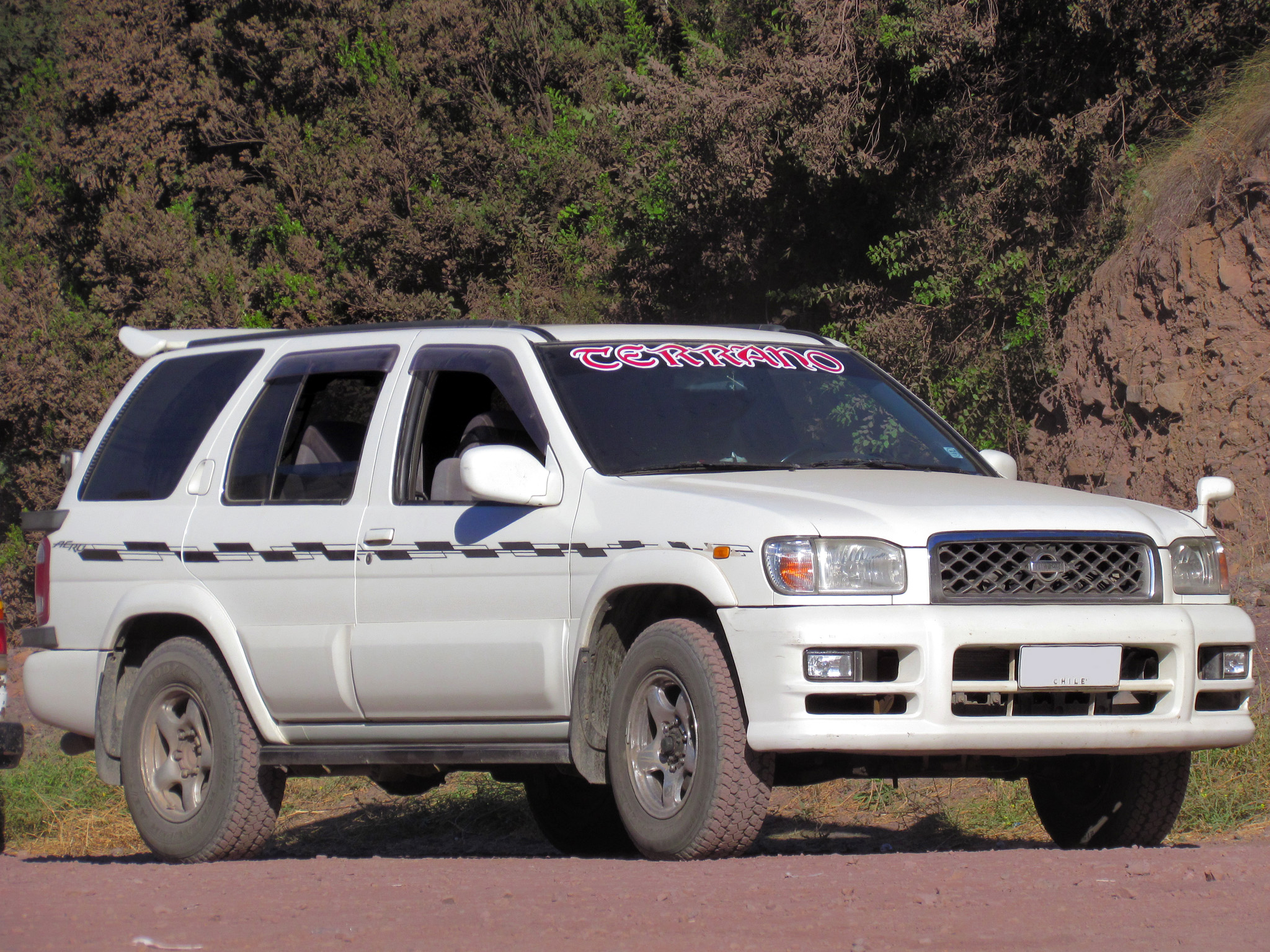
後期型R3mエアロ
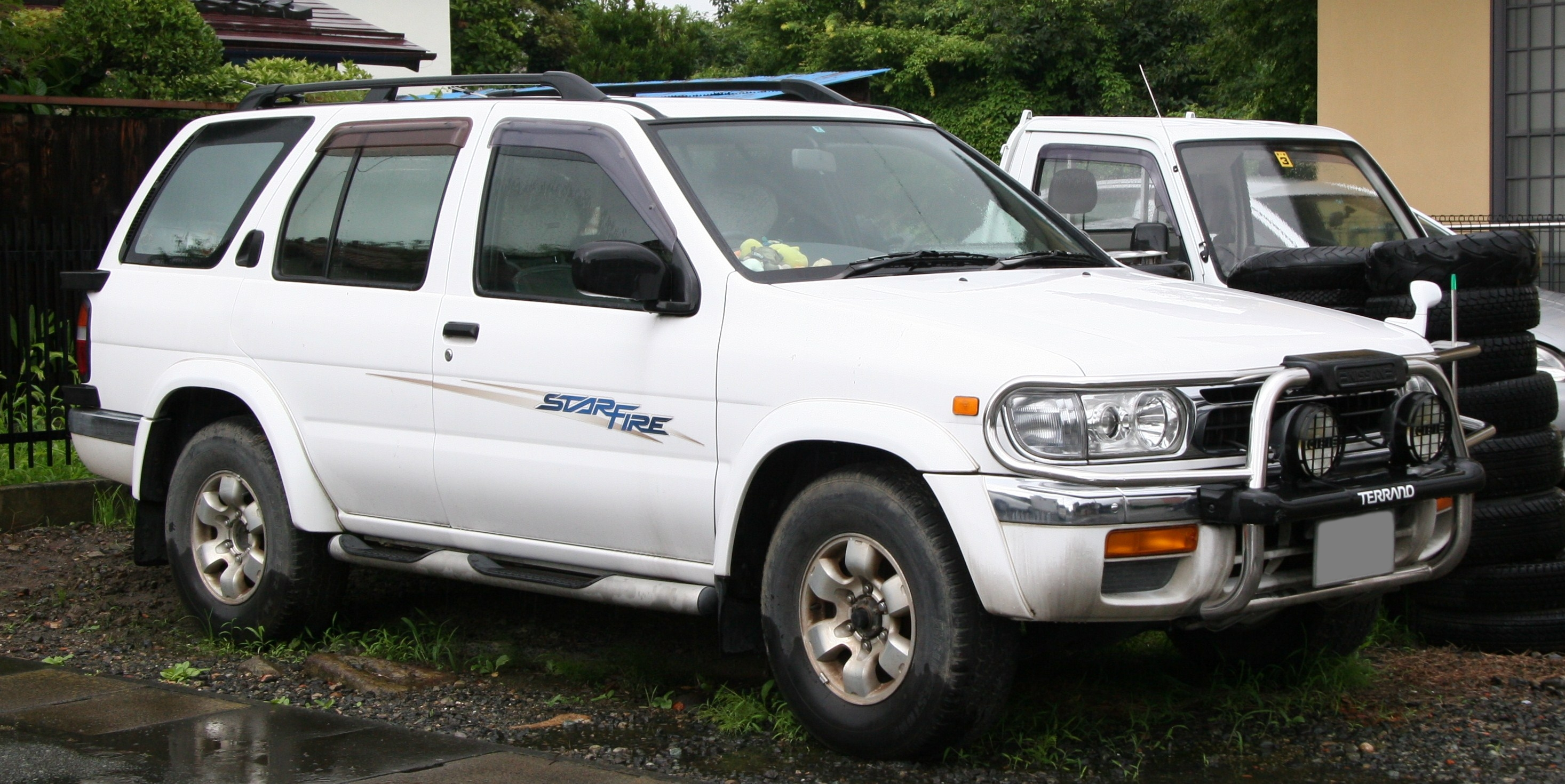
スターファイア
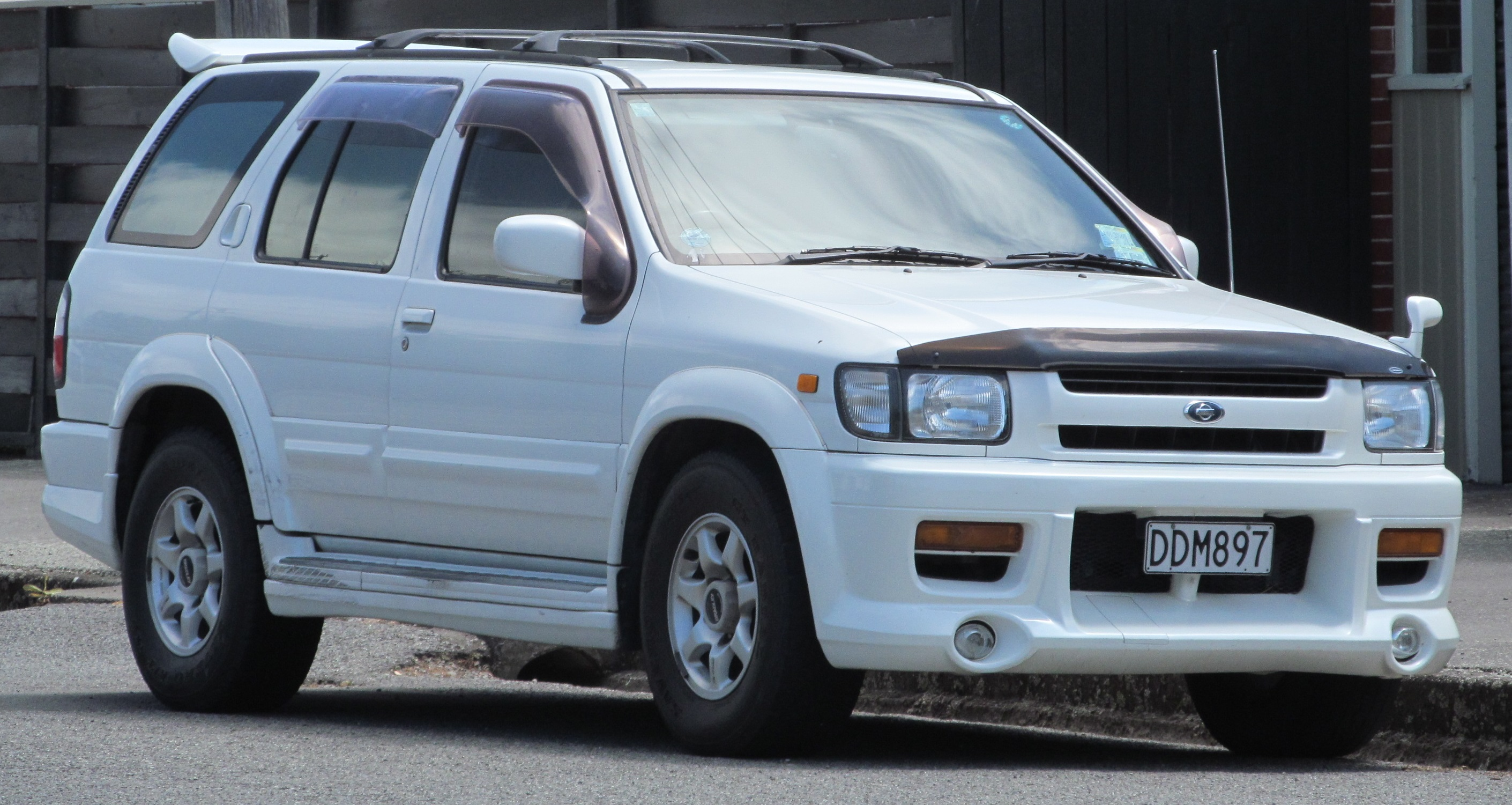
テラノレグラス スターファイア+NISMOフルボディキット

### モータースポーツ
- 1997年1月 - 第19回ダカール・アガデス・ダカールラリーに参戦。総合6位完走。第3回ラリーレイド・モンゴルに参戦し、総合優勝を飾る。
- 1999年1月 - 第21回パリ・ダカールラリー T2クラス7位、8位獲得。また、第5回ラリーレイド・モンゴルに参戦し、総合優勝を飾る。
- 2000年1月 - 第22回パリ・ダカールカイロラリー T2クラスにVQ35DE型搭載仕様で参戦し総合8位完走。
  - 同年8月 - 第6回ラリーレイド・モンゴルにVG33E型搭載車で参戦し、総合優勝を飾る。
- 2001年1月 - VQ35DE型搭載仕様で第23回パリ・ダカールラリー T1クラス、およびT2クラスに参戦。T1仕様が総合12位クラス優勝、T2仕様はクラス4、5位を獲得。
  - 同年 - パリ・ダカールラリーを開幕戦とするFIAクロスカントリーラリー・ワールドカップ（全9戦）で、T2仕様のテラノが第4戦モロッコ、第7戦マスターラリーで共に総合3位入賞を果たし、ドライバーズポイントシリーズ5位を獲得。
- 2002年1月 - 第24回トタール・アラス・マドリード・ダカール・ラリーにVQ35DE搭載D22型ピックアップ、VQ35DE搭載エクストレイルと共に、VQ35DE搭載仕様で参戦。総合11位プロダクション部門2位を獲得。
- 2004年 - FIAクロスカントリーラリー・ワールドカップに参戦。T1クラスドライバーズタイトル、およびマニュファクチャラーズ・タイトルを獲得。
  - 4月 - 開幕戦 第23回ラリーオプティック2000チュニジア T1クラス優勝、総合9位
  - 6月 - 第2戦 ORPIモロッコラリー2004 T1クラス優勝、総合12位
  - 7月 - バハ・エスパーニャ（スペインアラゴン）に参戦。T2クラス4位、12位完走
  - 8月 - 第5戦 第2回ラリー・オブ・オリエント T1クラス優勝、総合9位
  - 10月 - 第6戦 UAEデザートチャレンジ T1クラス2位、総合10位
  - 12月～2005年1月 - 第27回テレフォニカ・ダカールに参戦。
- 2005年 - FIAクロスカントリーラリー・ワールドカップに参戦。
  - 4月 - 第2戦 第24回2005年ラリー・オプティック2000チュニジア 総合37位
  - 5月 - 第3戦 ORPIモロッコラリー2005 T2クラス1-2位
  - 6～7月 - 第4戦 ラリー・オブ・オリエント2005 プロダクションカテゴリー（T2）優勝、総合6位
  - 9～10月 - 第5戦 ラリー・オブ・ファラオ 総合3位、4位、6位完走

## 3代目（2013年 - 2022年）
この3代目は「テラノ」の車名が付いているが先代までとのメカニズム的な繋がりはなくルノー・日産アライアンスによる相互OEM供給の一環としてルノー・グループ内のダチア・ダスターをベースとする新興国向けの小型廉価SUVとなっている。
2013年8月20日、インドにて発表。9月1日から予約受付を行い、10月からデリバリーを開始。2014年6月にはロシアでも生産開始。
ダチア・ダスターをベースに外観は前後デザインを大幅に変更し、内装もダッシュボードを一新するなど、ベース車と比べてより上質感を持たせるものとした。価格は100万ルピーを下回る。
生産はインド向けダスターと同様にチェンナイにあるルノー・日産アライアンスのオラガダム工場にて行われる。
2020年にインドでの販売を終了。2022年、ロシアでも販売を終了。

## 車名の由来
ラテン語で地球を意味する「TERRA(テラ)」に語感を強める「NO(ノ)」をつけ「TERRANO(テラノ)」とし、「地球の全ての道を自由に駆け巡るクルマ」という思いをこめた。
(Nissan News Flash 日産自動車株式会社 広報第36号 昭和61年8月22日)